# Козловка (Татарский район)
Козловка — село в Татарском районе Новосибирской области. Административный центр Козловского сельсовета.

## География
Площадь села — 164 гектаров.

## Население
| 2002 | 2007 | 2010 |
| ---- | ---- | ---- |
| 401  | ↗404 | ↘386 |

## Инфраструктура
В селе по данным на 2007 год функционируют 1 учреждение здравоохранения и 2 учреждения образования.